# Punta Gnifetti
La Punta Gnifetti (4.554 m s.l.m. - Signalkuppe in tedesco) è una delle vette più alte del massiccio del Monte Rosa nelle Alpi Pennine lungo il confine italo-svizzero. Interessa i comuni di Alagna Valsesia e Zermatt.

## Toponimo
La montagna porta il nome di Giovanni Gnifetti, parroco di Alagna Valsesia che per primo ne raggiunse la vetta. Il nome tedesco Signalkuppe (che in Italiano veniva tradotto con "Cima del Segnale") deriva dalla presenza di un obelisco roccioso che ne caratterizzava l'aspetto prima che venisse demolito durante la costruzione della Capanna Regina Margherita.

## Caratteristiche

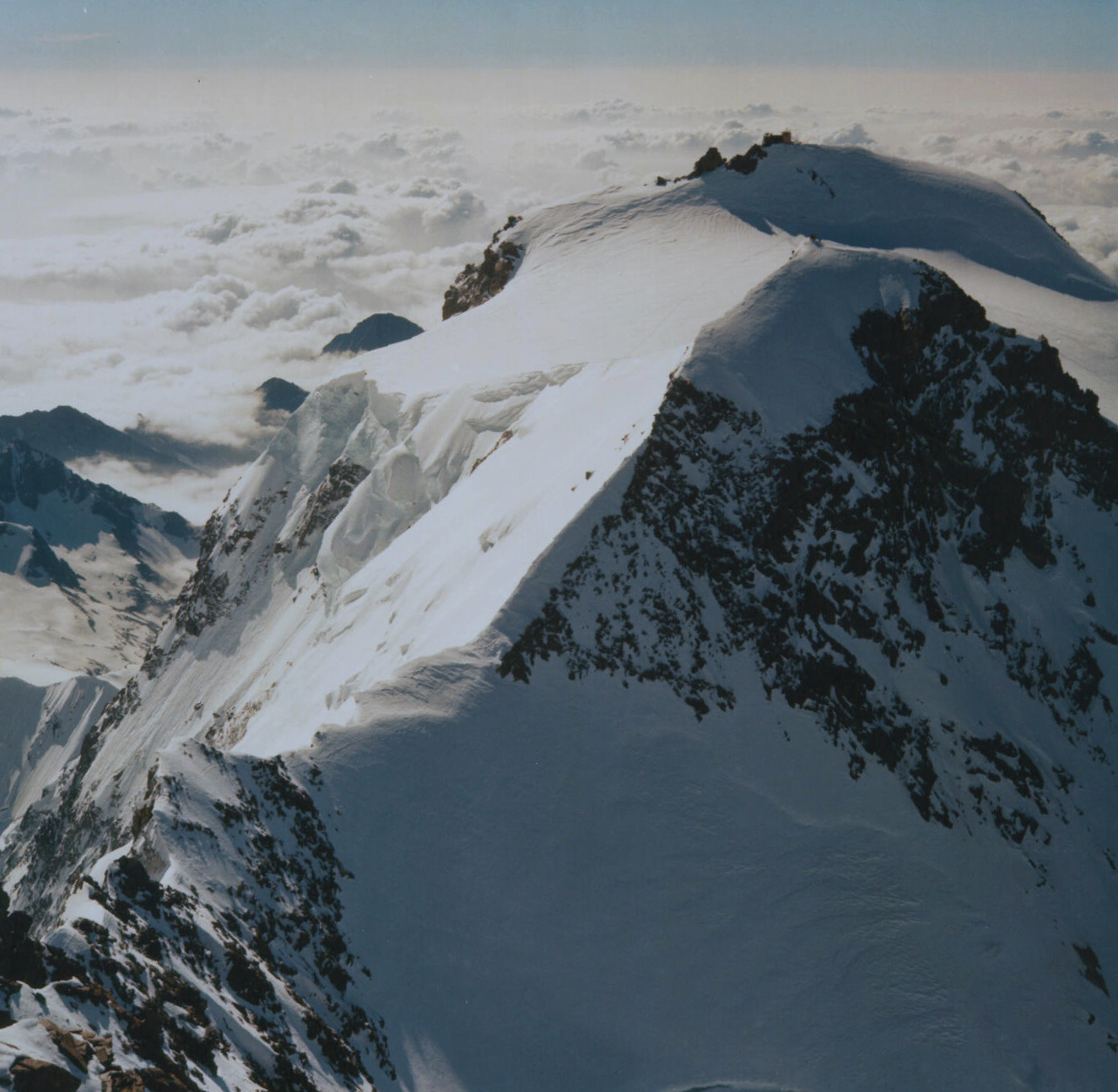
La Punta Gnifetti (in secondo piano) e la Punta Zumstein (in primo piano) dalla Punta Dufour.

La Punta Gnifetti costituisce un punto orografico di primaria importanza. Dalla vetta partono tre creste montuose: una va verso nord e passando per la Punta Zumstein conduce alla Punta Dufour; un'altra va verso sud-ovest e conduce alla Punta Parrot, al Ludwigshöhe e poi al Colle del Lys; la terza infine scende verso est e forma la cosiddetta Cresta Signal.
A un versante svizzero modesto e totalmente rivestito di neve e ghiaccio (dove passa la via normale), si contrappongono le due facce a strapiombo sull'Italia, la prima verso Macugnaga, lungo la parete est del Monte Rosa, la seconda verso Alagna Valsesia culmine della Parete valsesiana del Monte Rosa. Su entrambe le pareti sono stati aperti nel corso degli anni, superbi itinerari, alcuni tra i più difficili e lunghi delle Alpi.
La vetta, per la sua particolare collocazione ed in condizioni di buona visibilità, può essere osservata da buona parte della pianura padana. Dal 1893 vi si trova il Rifugio Regina Margherita, il rifugio alpino più alto d'Europa.
Sulla vetta della montagna sul lato nord del rifugio è collocato il punto geodetico della rete primaria IGM denominato 029901 Punta Gnifetti.

## Prima ascensione
La prima ascensione fu compiuta il 9 agosto 1842 dal parroco di Alagna Giovanni Gnifetti con Cristoforo Ferraris, Cristoforo Grober, Giacomo e Giovanni Giordani, il teologo Giuseppe Farinetti e due portatori. Giovanni Gnifetti aveva già tentato l'ascesa il 26-27 luglio 1834, il 28-29 giugno 1836 e il 12 agosto 1839.

## Salita alla vetta
La Punta Gnifetti è la vetta più frequentata di tutto il gruppo del Monte Rosa per il suo accesso relativamente facile e per la presenza del Rifugio Regina Margherita sulla vetta, il più alto in Europa.
È possibile salire sulla Punta Gnifetti utilizzando la via normale italiana che passa dal colle del Lys. Si può partire da Alagna Valsesia oppure da Gressoney-La-Trinité. Dopo aver raggiunto i rifugi Giovanni Gnifetti e Mantova (eventualmente servendosi degli impianti funiviarii che si trovano in entrambe le vallate), si risale con attenzione il crepacciato ghiacciaio del Lys fino al Colle del Lys. Superatolo, ci si dirige facilmente verso il Colle Gnifetti e quindi alla vetta.
Un'altra via di salita molto interessante e frequentata, ma alpinistica ed impegnativa, è la Cresta Signal. La si percorre dopo aver pernottato alla Capanna Luigina Resegotti, che può essere raggiunto da Alagna oppure da Macugnaga.